# Habitatge al carrer Ample, 22 (Canet de Mar)
L'Habitatge al carrer Ample, 22 és una obra de Canet de Mar (Maresme) protegida com a Bé Cultural d'Interès Local.

## Descripció
Es tracta d'una casa cantonera de planta i dos pisos. A la planta baixa la porta d'arc escarser està flanquejada per dos grans finestrals amb el mateix tipus d'arc. Al primer pis trobem un balcó corregut sustentat per mènsules i amb barana de ferro. Té tres portes balconeres rematades per motllures: la central té la motllura en forma de frontó, mentre que les altres dues són rectes. Pel que fa al segon pis trobem tres balcons independents amb barana de ferro enrasats a nivell de la façana. La façana està rematada amb un ràfec que sobresurt. La coberta és un terrat amb coronament massís que alterna la forma recta amb la corba.
Destaca la presència de pedra de Girona treballada amb motius florals es repeteix la fulla de palma, símbol dels indianos.
Aquesta casa té un pati al fons amb una glorieta suportada per pilars de fosa. La casa va ser dotada de subministrament d'aigua a través d'una conducció molt des de mines d'aigua privades.